# Інквіль
Інквіль (нім. Inkwil) — громада  в Швейцарії в кантоні Берн, адміністративний округ Верхнє Ааргау.

## Географія
Громада розташована на відстані близько 33 км на північний схід від Берна.
Інквіль має площу 3,4 км², з яких на 13,3% дозволяється будівництво (житлове та будівництво доріг), 48,8% використовуються в сільськогосподарських цілях, 35,5% зайнято лісами, 2,4% не є продуктивними (річки, льодовики або гори).

## Демографія
2019 року в громаді мешкало 610 осіб (-3,5% порівняно з 2010 роком), іноземців було 4,4%. Густота населення становила 180 осіб/км².
За віковим діапазоном населення розподілялося таким чином: 14,6% — особи молодші 20 років, 62,8% — особи у віці 20—64 років, 22,6% — особи у віці 65 років та старші. Було 292 помешкань (у середньому 2,1 особи в помешканні).
Із загальної кількості 128 працюючих 15 було зайнятих в первинному секторі, 76 — в обробній промисловості, 37 — в галузі послуг.